# Rivière Opeongo
La rivière Opeongo est une rivière  située dans le bassin hydrographique du fleuve Saint-Laurent, dans le district de Nipissing, dans le nord-est de l'Ontario, au Canada. La rivière se coule dans les parcs provinciaux Algonquin et Opeongo, à l'exception d'une petite partie autour du lac Victoria, et est un affluent  rive gauche de la rivière Madawaska.

## Cours
La rivière prend sa source au lac Opeongo dans le canton géographique de Preston, dans la partie sud non organisée du district de Nipissing, contrôlée par le barrage du lac Opeongo et s'écoule vers le sud-est jusqu'au lac Booth. Elle sort du parc provincial Algonquin dans le parc provincial de la rivière Opeongo  et atteint le lac Victoria qu''elle traverse vers le nord-est  et continue vers le sud-est, passe du district de Nipissing sud non organisé au canton géographique de Dickens dans la municipalité de South Algonquin, traverse une série de rapides, emprunte l'affluent gauche de la rivière Aylen, tourne au sud-ouest et se jette dans le lac Bark sur la rivière Madawaska, au pont de la route 60  en Ontario, à l'est du canton de Greater Madawaska. La rivière Madawaska coule via la rivière des Outaouais jusqu'au fleuve Saint-Laurent.

## des loisirs
La rivière est utilisée pour le canoë-kayak.

## Affluents
- Rivière Aylen (à gauche)
- Lac Victoria
  - McNevin Creek (à droite)
- Lac Shall
  - Oram Creek (à droite)
  - Shall Creek (à gauche)
- Crotch Lake
  - Shirley Creek (à gauche)
  - Robin Creek (à gauche)
- Bridle Creek (à gauche)
- Lac Booth
  - Rumley Creek (à droite)
  - Cob Creek (à droite)
  - McCarthy Creek (à droite)
  - Chipmunk Creek (à gauche)
- Tip Up Creek (à gauche)

## Annexe